# Ушаковский сельсовет (Амурская область)
Ушаковский сельсовет — сельское поселение в Шимановском районе Амурской области Российской Федерации.
Административный центр — село Ушаково.

## История
20 июня 2005 года в соответствии с Законом Амурской области № 12-ОЗ муниципальное образование наделено статусом сельского поселения.

## Население
| 2002 | 2010 | 2011 | 2012 | 2013 | 2014 | 2015 |
| ---- | ---- | ---- | ---- | ---- | ---- | ---- |
| 514  | ↘480 | ↘477 | ↗513 | ↗524 | ↗547 | ↘546 |
| 2016 | 2017 | 2018 | 2021 |      |      |      |
| ↘521 | ↘494 | ↘475 | ↘468 |      |      |      |

## Состав сельского поселения
| № | Населённый пункт | Тип населённого пункта       | Население |
| - | ---------------- | ---------------------------- | --------- |
| 1 | Ушаково          | село, административный центр | ↘468      |